# Claudia Toman

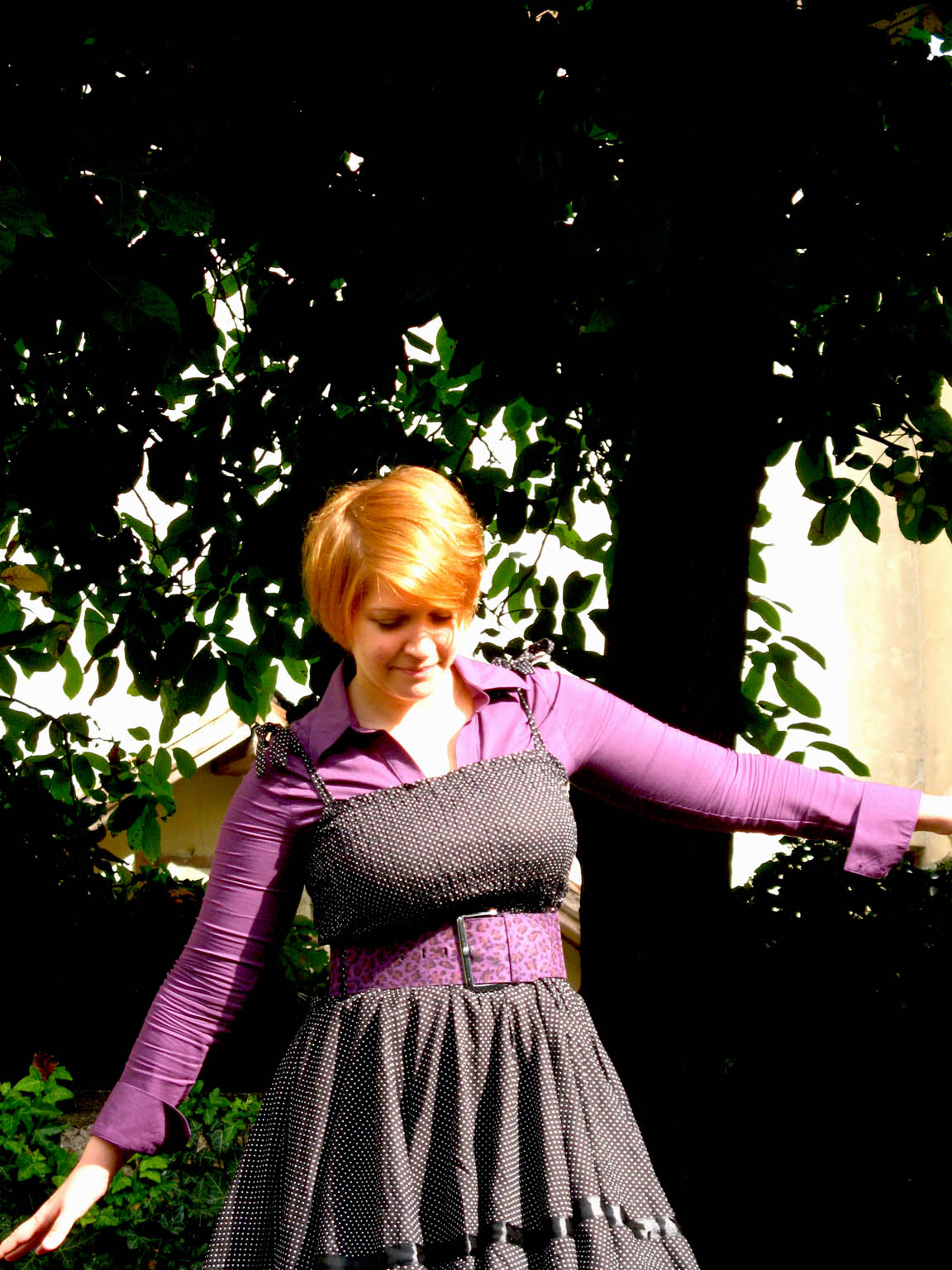
Claudia Toman (2009)

Claudia Toman (* 1978 in Wien) ist eine österreichische Autorin, Librettistin und Regisseurin, die auch Werke unter dem Pseudonym Anna Koschka veröffentlicht.

## Leben
Nach dem Schulabschluss studierte Toman Publizistik und Theaterwissenschaft und arbeitete als Regisseurin, Regieassistentin und Inspizientin in Wien, Tokio (New National Theatre) und Tel Aviv (Israel Philharmonic Orchestra). Von 2001 bis 2012 betreute sie die Vorstellungen der Kinderoper an der Wiener Staatsoper. Seit 2012 arbeitet sie als Kinderguide im Schloss Schönbrunn. 2009 erschien ihr Debütroman Hexendreimaldrei, ein modernes Märchen mit Elementen aus Urban Fantasy und Chick lit, beim Diana Verlag, der zweite Roman Jagdzeit folgte im April 2010. Den Abschluss der Trilogie um die Schriftstellerin Olivia Kenning bildet Goldprinz, der 2011 erschien. Weiters schrieb sie zwei Opernlibretti in Zusammenarbeit mit dem Komponisten Paul Hertel sowie ein Kindermusiktheaterstück mit dem Dirigenten Janko Kastelic, das 2006 im Rahmen der Opernschulmatinee auf der Bühne der Wiener Staatsoper aufgeführt wurde. Unter dem Pseudonym Anna Koschka erschien 2012 ihr Roman Naschmarkt und 2013 Mohnschnecke.
Claudia Toman lebt in Wien.
2009 erreichte sie mit Hexendreimaldrei den dritten Platz beim LovelyBooks Leserpreis in der Kategorie Liebesroman. Naschmarkt wurde nominiert für den Literaturpreis DeLiA 2013 und gewann den Publikumspreis Lovely Cover 2013.

## Werke (Auswahl)

### Als Claudia Toman

#### Romane
- Hexendreimaldrei. Diana, München 2009, ISBN 978-3-453-35400-5.
- Jagdzeit. Diana, München 2010, ISBN 978-3-453-35399-2.
- Goldprinz. Diana, München 2011, ISBN 978-3-453-35497-5.

#### Libretti
- Die Kaiserin, 2006, Kammeroper mit Paul Hertel
- Der Mozartautomat, 2006, Steampunk Oper mit Paul Hertel Kompositionsstipendium der Wiener Symphoniker

### Als Anna Koschka

#### Romane
- Naschmarkt. Droemer Knaur, München 2012, ISBN 978-3-426-51120-6.
- Mohnschnecke. Droemer Knaur, München 2013, ISBN 978-3-426-51138-1.

#### e-Serial
- Naschmarkt 99 – Folge 1: Dating für Nerds. Feelings (Droemer Knaur), München 2015
- Naschmarkt 99 – Folge 2: Superheldenkekse. Feelings (Droemer Knaur), München 2015
- Naschmarkt 99 – Folge 3: Glückskatze gesucht. Feelings (Droemer Knaur), München 2015
- Naschmarkt 99 – Folge 4: Das Glück des Findens. Feelings (Droemer Knaur), München 2015
- Naschmarkt 99 – Folge 5: Dorabellas Arie. Feelings (Droemer Knaur), München 2015
- Naschmarkt 99 – Folge 6: Die Sache mit den Mayas. Feelings (Droemer Knaur), München 2015
- Naschmarkt 99 – Folge 7: Ein Päckchen voll Glück. Feelings (Droemer Knaur), München 2015

## Musiktheater
- 2002: Regie bei La serva padrona von Giovanni Battista Pergolesi, Theater Vorstadt, Wien
- 2006: Text und Regie bei Der kleine Friedrich, in Zusammenarbeit mit Janko Kastelic, Wiener Staatsoper